# Línea 82 de Sagalés
La línea 82 fue una línea regular de autobús urbano de la ciudad de Barcelona, gestionada por la empresa Sagalés bajo la marca de Bus Nou Barris. Hizo su recorrido entre la Pl. Virrei Amat y Torre Baró, con una frecuencia de 40 minutos. Esta línea ha sido reemplazada por la 182 de TMB.

## Recorrido
- De Pl. Virrei Amat a Castellví por: Pl. Virrei Amat, Pl. Madres de la Plaza de Mayo, Pg. de Verdum, Pl. Jardins de l'Alfàbia, Pg. de Valldaura, Rambla Caçador, Mercat Guineueta, Guineueta, Pl. Karl Marx, Ronda Guineueta Vella, Antonio Machado, Juan Ramón Jiménez, Ctra. Alta de les Roquetes, Castillo de Torre Baró, Lliçà, Castellvi.

- De Castellví a Pl. Virrei Amat por: Torre Baró, Castellvi, Lliçà, Ctra. Alta de les Roquetes, Castillo de Torre Baró, Ronda Guineueta Vella, Pl. Karl Marx, Pg. de Valldaura, Pg. de Fabra i Puig, Mercat de la Guineueta, Pg. de Verdum, Doctor Pi i Molist, Passatge Ricard Canals, Pl. Virrei Amat.

## Otros datos
| Prestación                   | Disponibilidad en la línea |
| ---------------------------- | -------------------------- |
| Adaptada a                   | Sí                         |
| TMB iBus (tiempo de espera ) | No                         |
| Pantallas informativas       | No                         |
| Línea de tránsito rápido     | No                         |
| Circula en días festivos     | Sí                         |